# Duggingen
Duggingen (toponimo tedesco) è un comune svizzero di 1 540 abitanti del Canton Basilea Campagna, nel distretto di Laufen.

## Storia
Fino al 1993 fece parte del Canton Berna.

## Monumenti e luoghi d'interesse

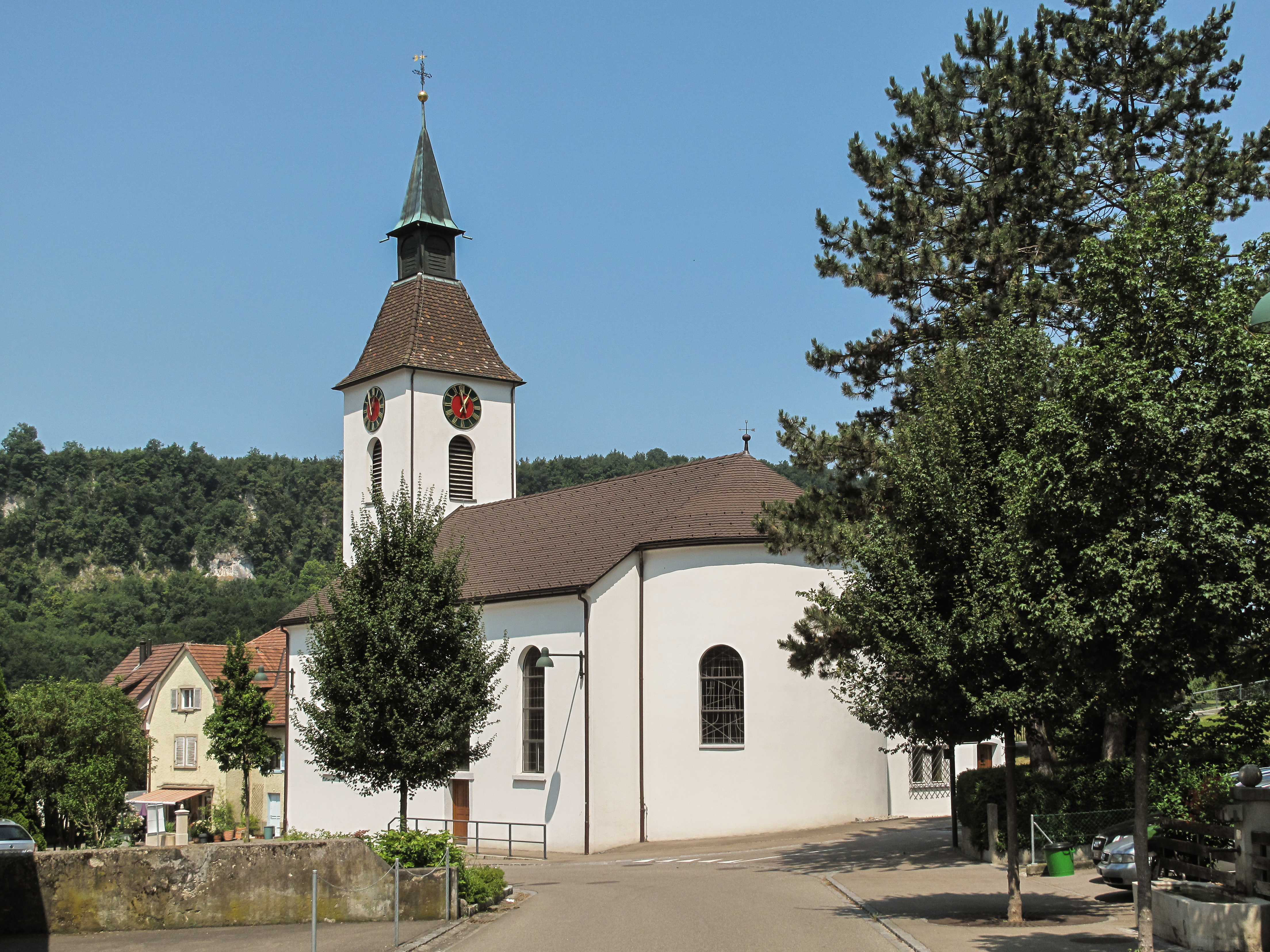
La chiesa cattolica di San Giovanni Battista

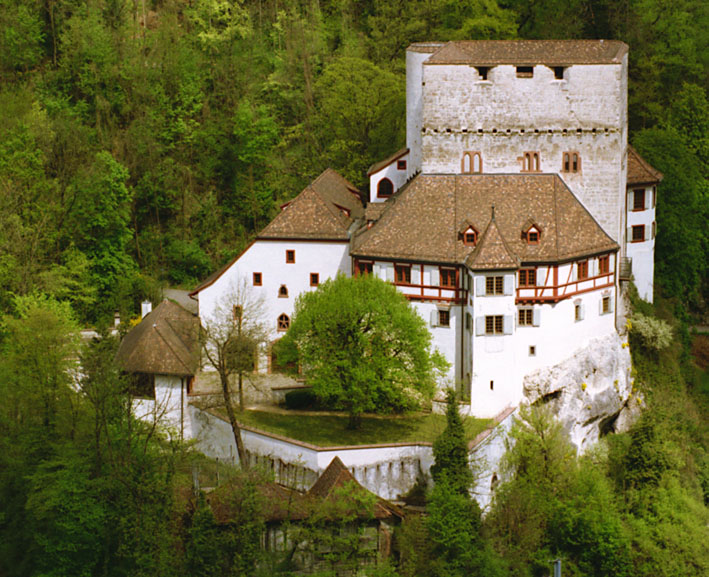
Il castello di Angenstein

- Chiesa cattolica di San Giovanni Battista, eretta nel 1837[1];
- Castello di Angenstein, eretto nel XIII secolo[1].

## Società

### Evoluzione demografica
L'evoluzione demografica è riportata nella seguente tabella:
Abitanti censiti

## Infrastrutture e trasporti
Duggingen è servito dall'omonima stazione sulla ferrovia Basilea-Bienne.

## Amministrazione
Ogni famiglia originaria del luogo fa parte del cosiddetto comune patriziale e ha la responsabilità della manutenzione di ogni bene ricadente all'interno dei confini del comune.